# Aeropyrum
Genre
Espèces de rang inférieur
- Aeropyrum camini
- Aeropyrum pernix

Aeropyrum est un genre d'archées de la famille des Desulfurococcaceae.